# تشلدرن أوف بودوم

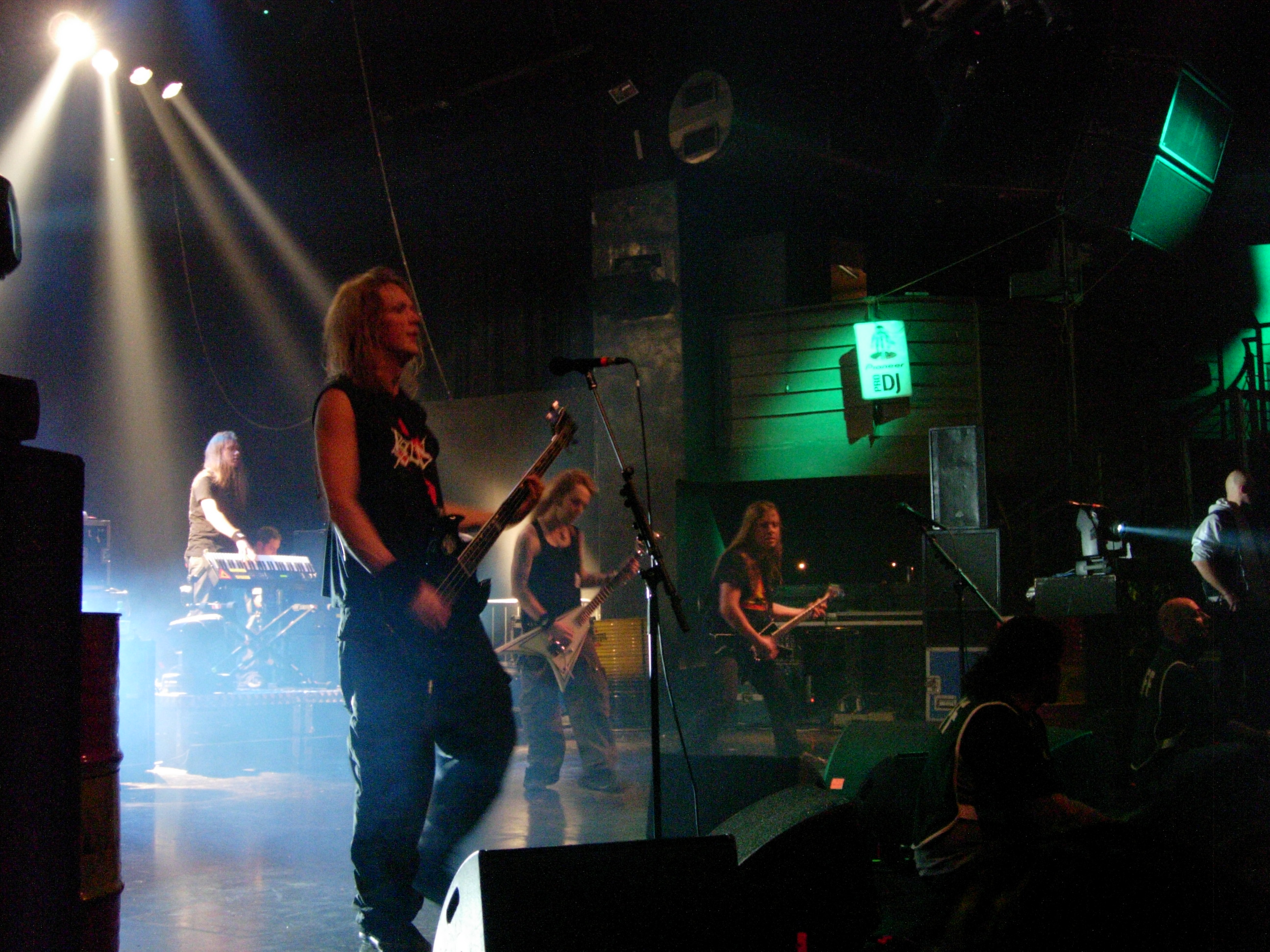
تشيلدرين أوف بودوم

تشيلدرين أوف بودوم (Children of Bodom) هي فرقة ميتال نوع Melodic Death Metal لكن الغناء بطريقة الصراخ، من إيسبو، فنلندا. تشكلت عام 1993. صدر أول ألبوم للفرقة عام 1997 وهو "Something Wild". قام الفريق بتسجيل أغنية Oops I did it again للمغنية بريتني سبيرز في عام 2005.

## أعضاء الفرقة
- أليكسي لايهو (Alexi Laiho): المغني وعازف جيتار
- روبي لاتفالا (Roope Latvala): عازف جيتار
- ياني ويرمان (Janne Wirman): عازف كيبورد
- هينكا بلاك سميث (Henkka Blacksmith): عازف جيتار البيز
- ياسكا راتيكاينين (Jaska Raatikainen): عازف الدرامز

## ألبومات الفرقة (استوديو)
- Something Wild - 1997
- Hatebreeder - 1999
- Follow the Reaper - 2000
- Hate Crew Deathroll - 2003
- Are You Dead Yet? - 2005
- Blooddrunk - 2008
- Relentless Reckless Forever - 2011
- Halo of Blood - 2013

## وصلات خارجية
- تشلدرن أوف بودوم على موقع IMDb (الإنجليزية)
- تشلدرن أوف بودوم على موقع ميوزك برينز (الإنجليزية)
- تشلدرن أوف بودوم على موقع أول ميوزيك (الإنجليزية)
- تشلدرن أوف بودوم على موقع ديسكوغز (الإنجليزية)

- الموقع الرسمي